# I. e. 344
Évszázadok: i. e. 5. század – i. e. 4. század – i. e. 3. század
Évtizedek: i. e. 390-es évek – i. e. 380-as évek – i. e. 370-es évek – i. e. 360-as évek – i. e. 350-es évek – i. e. 340-es évek – i. e. 330-as évek – i. e. 320-as évek – i. e. 310-es évek – i. e. 300-as évek – i. e. 290-es évek
Évek: i. e. 349 – i. e. 348 – i. e. 347 – i. e. 346 –  i. e. 345 – i. e. 344 – i. e. 343 – i. e. 342 – i. e. 341 – i. e. 340 – i. e. 339

## Események

### Perzsa Birodalom
- A kis-ázsiai Kária szatrapája, Idrieusz meghal, helyét felesége (és testvére) Ada veszi át.

### Görögország
- Az athéni szónok Démoszthenész számos peloponnészoszi várost végigjár, hogy meggyőzze őket a makedón szövetség veszélyeiről. A városok azonban függetlenségük garantálóját látják a makedón II. Philipposzban és bepanaszolják Démoszthenészt Athénban, aki ezt követően elmondja második filippikáját, vehemensen támadva Philipposzt.

### Itália
- A szicíliai Szürakuszai arisztokratái anyavárosukhoz, Korinthoszhoz fordulnak az előző évben visszatért türannoszuk, II. Dionüsziosz miatt. Felszabadításukra sereget küldenek Timoleón vezetésével, aki ügyes taktikával legyőzi Dionüszioszt, valamint  a közeli Leontini zsarnokának, Hiketasznak karthágóiakkal megerősített csapatait is. Dionüsziosz Korinthoszba vonul száműzetésbe.
- Rómában Caius Martius Rutilust és Titus Manlius Imperiosus Torquatust választják consullá. Felszentelik a Iuno Moneta az előző évben elkezdett templomát a Capitoliumon.[1]

## Kultúra
- Arisztotelész Asszoszból Leszbosz szigetére utazik, hogy a természetet (főleg a tenger élővilágát) tanulmányozza.
- A legenda szerint a 12 éves Nagy Sándor megszelídíti lovát, Bukephaloszt.

## Halálozások
- Idrieusz, Kária kormányzója

## Fordítás
- Ez a szócikk részben vagy egészben  a(z)   344 BC című angol Wikipédia-szócikk ezen változatának fordításán alapul.  Az eredeti cikk szerkesztőit annak laptörténete sorolja fel. Ez a jelzés csupán a megfogalmazás eredetét és a szerzői jogokat jelzi, nem szolgál a cikkben szereplő információk forrásmegjelöléseként.